# Nullité du contrat en droit civil français
Pour un article plus général, voir Nullité du contrat en droit civil.
En droit, est frappé de nullité un acte invalide, soit qu'il n'ait pas été formé avec le formalisme imposé par la loi, soit qu'il lui manque un élément essentiel. Un acte nul est détruit et ses conséquences sont, dans la plupart des cas, supprimées rétroactivement, comme s'il n'avait jamais été formé. La nullité sanctionne les conditions de formation d'un contrat tandis que la résolution sanctionne l'inexécution ou la mauvaise exécution de l'obligation.
En droit français, la loi définit les cas de nullité et le juge ne peut la prononcer en dehors de ces cas : « pas de nullité sans texte ». Tout contrat qui ne respecte pas l'une de ses conditions de formation peut alors être annulé par un juge.

## Le caractère judiciaire des nullités
En principe, les nullités sont virtuelles, c'est-à-dire que le juge peut librement déduire d'une règle l'existence d'une nullité. Il existe une exception à ce principe lorsque la loi prévoit expressément qu'il n'y aura pas de nullité lorsque le texte ne le prévoit pas (ex. : contrat de mariage).

### La nullité absolue
Lorsque l'invalidité de l'acte atteint un intérêt général de direction et d'orientation et non de protection (Ripert), l'acte est frappé d'une nullité « absolue ». Toute personne intéressée peut alors invoquer cette nullité ; le juge peut la prononcer d'office. Le délai de prescription de la nullité absolue était changé par la loi du 17 juin 2008, désormais prévu à l'article 2224 du Code civil. La nullité absolue se prescrit désormais par 5 ans (autrefois 30 ans, ancien art. 2262 Code civil) pour un acte civil, dix ans pour une nullité de forme d'un titre immobilier (art. 2273 du code civil) et  5 ans pour un acte commercial. On l'invoque:
- quand il n'y a pas de consentement
- quand l'obligation n'a pas d'objet ou l'objet est illicite ou indéterminé
- quand les conditions de forme ne sont pas respectées pour les contrats solennels

### La nullité relative
Si seul un intérêt particulier est concerné, la nullité sera « relative ». Seul le cocontractant atteint peut l'invoquer, dans un délai de 5 ans  à partir du jour de la conclusion du contrat en principe. Cependant pour les vices du consentement, ce délai ne court qu'à compter de la découverte du vice ou alors lorsque la violence a cessé. On l'invoque :
- En cas d'incapacité d'exercice, par le représentant de l'incapacité ou l'ancien incapable
- En cas de vice au (de) consentement par le contractant que la loi a voulu protéger
- En cas de rescision pour lésion
- En cas d'absence de contrepartie (notamment depuis un arrêt du 11 février 2014 pour la chambre civile, suivie par la chambre commerciale le 22 mars 2016)

La prescription quinquennale n'agit pas pendant la minorité. Dans ce cas, elle ne commencera à courir qu'à compter de la majorité de l'intéressé.

## La mise en œuvre des nullités

### Les personnes qui peuvent invoquer la nullité
En droit français, l'intervention d'un juge est nécessaire pour qu'un acte soit nul. En matière de nullité relative, l'action en justice ne peut être intentée que par la ou les personnes que la règle violée entendait protéger. En matière de nullité absolue cette fois, toute personne ayant un intérêt peut demander la nullité de l'acte. Il s'agit donc des parties au contrat ou leurs héritiers, les créanciers de ces parties, etc. Les tiers pourront agir en nullité du contrat dès lors qu'il y a un intérêt légitime et pécuniaire (voir aussi sur la question de l'effet relatif des contrats: Ass.plé, arrêt Boot Shop, 6 octobre 2006). Le Ministère Public peut demander la nullité d'un contrat contraire à l'ordre public et aux bonnes mœurs.

### Les moyens d'invoquer la nullité
Deux situations se rencontrent. Les parties peuvent agir par « voie d'action » en demandant au tribunal compétent de prononcer l'annulation d'un acte. Elles peuvent aussi, lorsque l'objet d'une action est l'exécution d'un contrat, agir par « voie d'exception » en invoquant la nullité de ce contrat.
En cas de nullité relative, l'action par voie d'action est prescrite au bout de cinq ans alors que l'action par voie d'exception demeure toujours possible : « l'action est temporaire, l'exception est perpétuelle ».
Un contrat ne peut être annulé par voie d'exception lorsqu'il a été exécuté ou qu'il a connu un commencement d'exécution , ainsi en-est-il en matière de droit des baux commerciaux. 
Néanmoins cette interdiction ne vaut que pour les nullités relatives, non pas pour les nullités absolues qui peuvent être invoquées bien que l'obligation ait reçu un commencement d'exécution. 
Par ailleurs, un arrêt confirme que l'exception de nullité n’est
perpétuelle que si l'action en exécution de l'obligation litigieuse est
introduite après l'expiration du délai de prescription de l’action en nullité.

### La confirmation
Il s'agit d'un acte juridique par lequel une personne qui peut demander la nullité d'un acte, renonce à s'en prévaloir en toutes connaissances de cause.
Le domaine de la confirmation
Seuls les actes de nullité relative peuvent faire l'objet d'une confirmation. Il faut distinguer la « confirmation » de la « régularisation » de la « réfection » : 
- en confirmation, on renonce à se prévaloir d'une nullité.
- en régularisation, on valide un acte initialement nul en lui apportant l'élément qui lui manque.
- en réfection, on recrée un nouveau contrat.

Les conditions de cette confirmation
Elles sont au nombre de trois :
1. la confirmation doit émaner de la personne qui peut se prévaloir de la nullité.
2. elle ne peut avoir lieu qu'après la conclusion du contrat.
3. l'acte de confirmation suppose que la personne qui confirme connaissait le vice affectant l'acte, doit avoir eu la volonté effective et non équivoque de renoncer à l'action et possède la capacité juridique.

La confirmation peut être expresse ou tacite (ici résultés de comportements témoignant d'une volonté non-équivoque de renoncer à l'action en nullité).
Les effets de la confirmation
L'efficacité du contrat confirmée entre les parties est le premier effet. Le confirmant ne peut alors plus en demander la nullité. Cette confirmation ne vaut qu'entre les parties et ne s'impose pas aux tiers.

## Les conséquences de la nullité
Le contrat est anéanti rétroactivement (effet ex tunc), tant pour le passé que pour le futur. Il n'a jamais existé. 
De ce fait, les parties  doivent restituer les prestations dont elles ont bénéficié : tout est remis dans l'état où elles se trouvaient avant l'exécution du contrat.
Mais il existe des cas où il est impossible de revenir en arrière. Le contrat ne sera donc annulé que pour l'avenir (effet ex nunc) : par exemple, des prestations de travail ne peuvent pas être annulées.

### L'étendue de la nullité
L'exception du contrat est annulée mais de plus en plus on tente de sauver certains morceaux du contrat. Si la clause frappée de nullité est déterminante du contrat, alors celui-ci sera totalement éradiqué, tandis que si cette clause ne l'est pas, on annule uniquement celle-ci. Le juge opère une approche téléologique de la nullité. Il s'interroge en fonction du but poursuivi par la règle violée afin de déterminer si la nullité doit être partielle ou intégrale.

### Les restitutions
Il convient de faire en sorte que le contrat n'a jamais existé entre les parties, ainsi la restitution se fait en principe, en nature. Si cette restitution en nature est impossible, on restitue un équivalent, c'est-à-dire une compensation monétaire.
L'exception d'indignité fait effet dans le jeu des restitutions. Il s'agit d'une règle en vertu de laquelle lorsqu'un contrat est nul pour être contraire aux bonnes mœurs, l'action en nullité est recevable, mais le jeu des restitutions est paralysé du fait de la turpitude du demandeur. Cette règle ne concerne que les relations contractuelles, ne fait pas obstacle à l'action en nullité mais paralyse seulement les restitutions. Elle n'est mise en jeu que dans les cas d'immoralité et d'illicéité.
Une fois les restitutions réalisées, il se peut qu'un préjudice subsiste encore. On peut alors demander réparation de préjudice sur le fondement de l'article 1240 du code civil.